# Naria
Naria is een geslacht van weekdieren uit de klasse van de Gastropoda (slakken).

## Soorten
- Naria irrorata (Gray, 1828)
- Naria ostergaardi (Dall, 1921)